# Clemelis gymnops
Clemelis gymnops is een vliegensoort uit de familie van de sluipvliegen (Tachinidae). De wetenschappelijke naam van de soort is voor het eerst geldig gepubliceerd in 1975 door Benno Herting. Het type is afkomstig uit Nefta (Tunesië) en werd gekweekt als parasiet van de snuitmot Phycita ricinivora.